# Xenus cinereus
El andarríos del Terek (Xenus cinereus), también conocido como playerito pico curvo, es una especie de ave charadriiforme de la familia scolopacidae. Es la única especie dentro del género Xenus.
Se reproduce en pantanos y ciénagas en la zona boreal desde la península de Kamchatka, todo el norte de Asia hasta el noreste  de Europa en el mar Blanco. Emigran al sur en invierno, a las costas tropicales en el este de África, Asia del Sur y Australia, por lo general prefieren zonas fangosas.
No tiene subespecies reconocidas.